# Howard Chaykin
Howard Chaykin (né le 7 octobre 1950 à Newark) est un auteur de bande dessinée américain spécialisé dans les comic books qui travaille pour Marvel comme pour DC depuis le début des années 1970. Sa série ayant connu le plus de succès, American Flagg!, a été publiée par First Comics entre 1983 et 1986. Grand amateur de jazz et admirateur des années 1930, il essaie souvent d'y faire référence dans ses créations.

## Biographie
Howard Chaykin naît à Newark, dans le New Jersey, le 7 octobre 1950. Après avoir été l’assistant de Gil Kane, il travaille dans le studio créé par Wally Wood et publie sa première bande dessinée, un western intitulé Shattuck. Il est ensuite assistant de Gray Morrow puis de Neal Adams. À partir des années 1970, il travaille pour de nombreuses maisons d'édition comme Marvel Comics, DC Comics, Warren Publishing, etc. En 1974 il crée la série Cody Starbuck pour le magazine Star Reach. Il travaille aussi pour le magazine Métal hurlant et publie des graphic novels. En 1977, il dessine l'adaptation en bande dessinée de Star Wars publiée par Marvel. En 1979, il est appelé par Gil Kane, malade, pour le remplacer sur le comic strip Star Hawks. Il succède ainsi pendant deux mois à Ernie Colon qui avait déjà pris la relève de Kane pendant deux mois aussi. En 1983, il crée la série American Flagg! qui dure 29 numéros de 1983 à 1986, publiée par First Comics. Durant ces années 1980, il travaille autant pour des éditeurs importants comme DC que pour des indépendants comme First. Depuis, il alterne les séries pour Marvel, des réalisations personnelles (chez Dark Horse Comics par exemple) et des travaux pour des séries de télévision.

## Principales publications
- Star Wars (dessin) no 1-10, Marvel, 1977-1978.
- American Flagg! no 1-29, First, 1983-1986.
- Challengers of the Unknown no 1-6, DC, 2004.
- Blade vol.3 (dessin), 8 numéros, Marvel, 2006-2007.
- The Punisher War Journal vol.2 (dessin) no 16-25, Marvel, 2008-2009.

## Prix
- 1982 :  Prix Caran-d'Ache de l'illustrateur étranger, pour l'ensemble de son œuvre
- 1997 :  Prix Haxtur de la meilleure couverture pour Batman: Dark Allegiances
- 2022 : Inscrit au temple de la renommée Will Eisner[3]

### Documentation
- (en) Brannon Costello, « Chaykin, Howard », dans M. Keith Booker (dir.), Encyclopedia of Comic Books and Graphic Novels, Santa Barbara, Grenwood, 2010, xxii-xix-763 (ISBN 9780313357466), p. 95-96.
- (en) Howard Chaykin et Ho Che Anderson, « Conversation: Howard Chaykin & Ho Che Anderson », The Comics Journal, Fantagraphics Books, no 300,‎ novembre 2009, p. 124-143 (ISBN 978-1-60699-187-9, ISSN 0194-7869).